# ミロラド・マジッチ
ミロラド・マジッチ（英: Milorad Mažić、セルビア語キリル・アルファベット: Милорад Мажић  、発音: [mǐlorad mǎʒitɕ] ; 1973年3月23日 - ）はセルビア・南バチュカ郡ヴルバス出身のサッカー審判員。セルビア国内リーグ等での活動に加え、2009年以降は国際サッカー連盟 (FIFA) 登録の国際審判員として、また2013年からは欧州サッカー連盟 (UEFA) エリートメンバーとしても活動している。クラブ対抗戦ではUEFAチャンピオンズリーグ（ 2018年の決勝戦を含む）とUEFAヨーロッパリーグ、そして2016年のUEFAスーパーカップなど数多くの試合を担当。国別対抗戦では、2014FIFAワールドカップ、 UEFA EURO 2016、FIFAコンフェデレーションズカップ2017（決勝戦を含む）、2018 FIFAワールドカップで試合を担当。9年連続で最高のセルビア審判に選ばれた。

## 経歴
2006年の夏、マジッチは次シーズンのセルビア・スーペルリーガの審判員の一人に任命される。
2008年、マジッチは共にベオグラードに本拠地を置く「永遠のライバル」であるレッドスターとFKパルチザンのダービーを初めて担当。以後、13試合のダービーを多能している。
2009年にFIFAに登録されると、同年3月にUEFA U-17選手権の二次予選と、本大会のドイツとイタリアの試合を担当した。2009年9月7日には、欧州のクラブ大会として初担当となるUEFAヨーロッパリーグ予選ラウンドラネリ対マザーウェルの試合を担当。合計で、マジッチはセルビアのトップとなる12試合を担当。2009年10月10日には、2010 FIFAワールドカップ・ヨーロッパ予選グループ4・フィンランド対ウェールズの試合を担当（これがフル代表の国際試合の初担当となった）。
UEFAチャンピオンズリーグでは、2012年9月19日にカンプ・ノウで行われた初出場し、バルセロナ対スパルタク・モスクワ戦で初担当。同シーズン、UEFAエリートデベロップメント部門の審判として、2013年4月25日、イスタンブールのシュクリュ・サラジオウル・スタジアムで行われたUEFAヨーロッパリーグの準決勝・フェネルバフチェ対ベンフィカの第1戦を担当。この試合が評価され、2013年6月にUEFAエリート部門に登録された。
2014年4月初旬、パルク・デ・プランスで行われたパリサンジェルマンとチェルシーのチャンピオンズリーグ準々決勝第1戦の審判を担当。一ヶ月後、彼はヨーロッパリーグ準決勝・バレンシア対セビージャの第2戦を担当した。

### 2014FIFAワールドカップ
マジッチはアレーナ・フォンチ・ノヴァ（サルヴァドール）で行われたグループG・ドイツ対ポルトガルを担当。11分にドイツにPKを与え 、そしてその後、37分にはドイツが2-0でリードした場面でポルトガルのペペにレッドカードを提示した。その後、マジッチはミネイロン（ベロオリゾンテ）で行われたグループF・アルゼンチン対イランを担当。試合後、イランのカルロス・ケイロス監督は、記者会見で「この男は今夜眠ることができるだろうか？それとも彼の人生の残りの間は？」とレフェリングに不満を持ったことを示唆する発言を残している。

### 2014-2016年
2015年3月に行われたUEFAチャンピオンズリーグラウンド16・ドルトムント対ユベントスの第2戦を担当したマジッチは、アトレティコ・マドリードとレアル・マドリードのマドリードダービーとなった準々決勝第1戦を担当した。試合は0–0で終了したが、彼は5枚のイエローカードを提示した。試合後、カードを受けたマリオ・スアレスは、「審判が非常に悪い。これらのタイプのゲームにセルビア人の審判を使うことはできない」と不満を露わにした（ただし、この発言は人種差別を疑わせる発言だとみなすものもおり、マリオ・スアレスは後に謝罪の上で「この規模の試合は主要リーグの審判に委ねられるべきだ」とツイートしなおした）が、試合の後、マジッチのレフェリングは肯定的に評価された。マジッチはその後、5月中旬にUEFAヨーロッパリーグ準決勝ドニプロ対ナポリの第2戦（ウクライナ紛争の影響によりキエフのNSKオリンピスキーで開催）を担当した。
2015年7月、マジッチはエジプトサッカー協会に招聘され、同年7月22日に、アレクサンドリアでの中立地開催且つ無観客地合となったエジプト・プレミアリーグのアル・アハリとアル・ザマレクの間で行われたカイロダービーを担当した。。マジッチは2016年2月にオールドトラッフォードスタジアムで行われたUEFAヨーロッパリーグ・マンチェスター・ユナイテッド対リバプールの試合を審判するために任命されたが、これはカルロス・ベラスコ・カルバージョと並んでダービーを担当した唯一の非英国審判であった。

### EURO 2016
UEFA審判委員会は、マジッチ率いるセルビア審判チームをフランスのUEFA EURO 2016での試合担当を任命した。セルビア審判チームは、6月13日にパリのスタッド・ド・フランスで行われたグループE・アイルランド対スウェーデンと、6月17日にニースのアリアンツ・リヴィエラで行われたグループD・スペイン対トルコの試合を担当。さらにトゥールーズのスタジアム・ド・トゥールーズで行われたラウンド16・ハンガリー対ベルギーの試合を担当した。
マジッチはセルビア審判チームでの活動の他、準々決勝のポーランド対ポルトガル、フランス対アイスランドの試合で第4の審判員を担当。マジッチが3つの試合すべてで首尾よくレファリングし、一定の品質を維持したとして、彼はマーク・クラッテンバーグ（イングランド）とヴィクトル・カッシャイ（ハンガリー）と共に決勝戦の主審候補として推薦された（最終的にはクラッテンバーグが決勝の主審に任命された）。

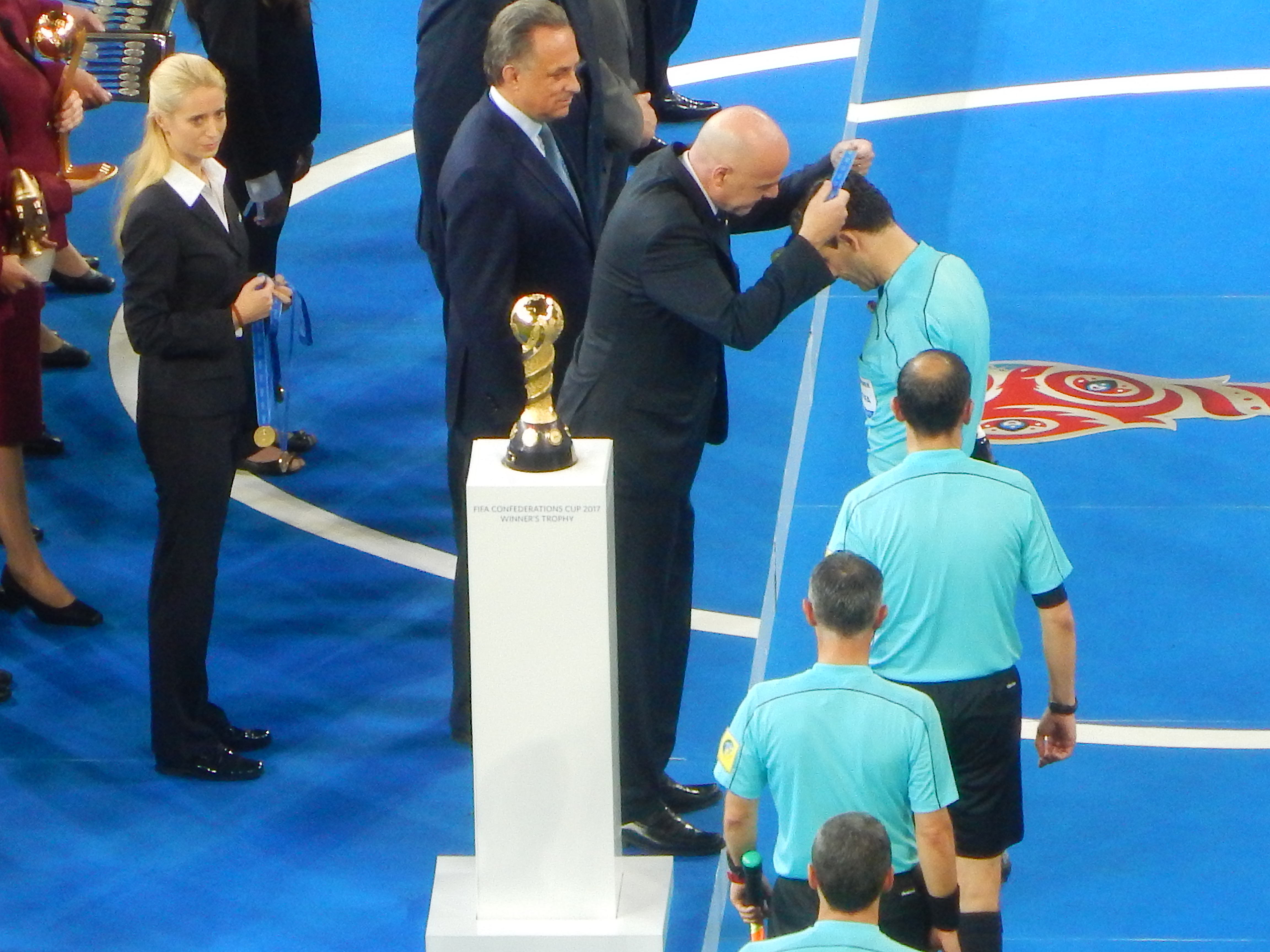
マジッチと副審を務めたミロヴァン・リスティッチ及びダリボル・ジュルエビッチは、 2017コンフェデレーションズカップ決勝戦後に表彰された。

### 2016-2018年
2016–17シーズン、UEFAレフェリー委員会はトロンハイム・レルケンダール・スタディオンで行われた2016 UEFAスーパーカップ・レアルマドリード対セビージャの主審にマジッチを指名。延長にもつれ込んだ試合を担当した。
マジッチは、 2017年7月2日にサンクトペテルブルクで行われたFIFAコンフェデレーションズカップ2017決勝・チリ対ドイツの試合を担当。
2018年5月26日、マジッチと副審ののミロヴァン・リスティッチとダリボル・ジュルエビッチは、キエフで開催されたUEFAチャンピオンズリーグ決勝・リバプール対レアルマドリードの試合を担当。VARなしで実施された最後のUEFAチャンピオンズリーグ決勝を担当した主審となった。

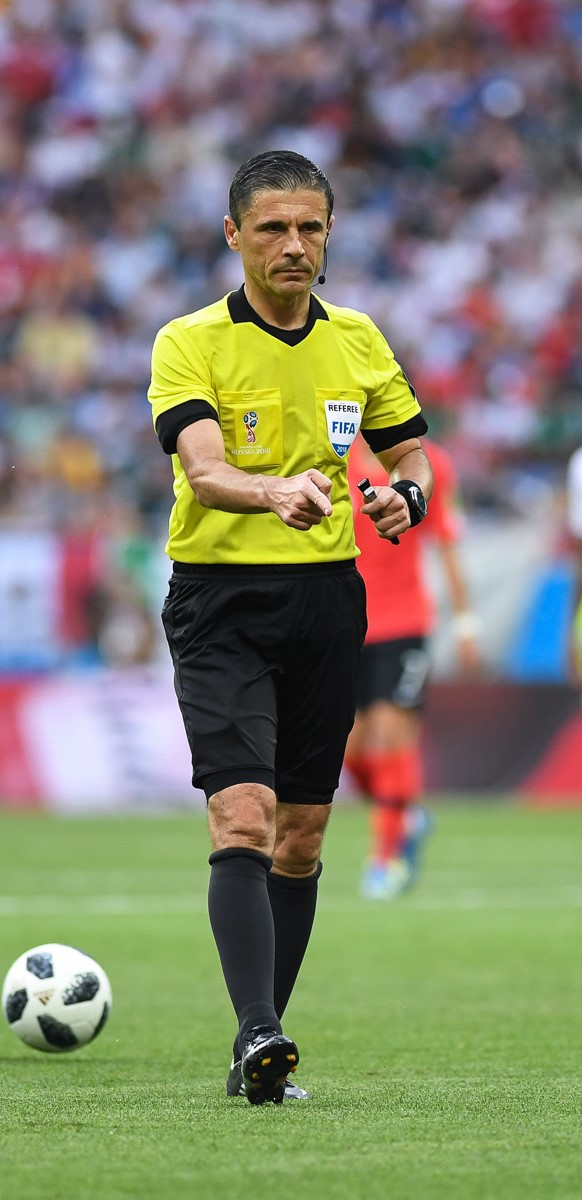
WC 2018：メキシコ-韓国

### 2018FIFAワールドカップ
2018年3月29日、FIFAは2018 FIFAワールドカップに、副審のリスティッチとジュルエビッチと共にマジッチを審判団として指名。
セルビアのチームは6月23日にロストフ・ナ・ドヌで行われたメキシコ対韓国、6月28日にサマーラで行われたコロンビア対セネガル、7月6日にカザンで行われたブラジル対ベルギーの準々決勝戦を担当した。
マジッチは3試合すべてで高評価を与えられ、セルビアのチームは、ワールドカップが終了するまで、他の決勝戦の審判団候補者と一緒に滞在しました。結果的にクロアチアが決勝戦に出場したため、セルビアチームは決勝戦に出場できなかった。

### 中国
2019年2月23日、マジッチが中国サッカー協会に採用され、中国のプロレフリーの1人になることが発表された。同年、彼は中国スーパーリーグの最高の審判に選ばれ、最初の外国人となった。 